# 최숙희
최숙희(Choi Sook-hee, 1964)은 대한민국의 그림책 작가이자 일러스트레이터이다. 대표작으로는 《괜찮아》, 《너는 기적이야》, 《엄마가 화났다》, 《주문을 말해 봐》, 《길 떠나는 너에게》, 《네 기분은 어떤 색깔이니?》 등이 있다. 

## 생애
1964년 대한민국 부산광역시에서 태어났다. 고등학교 졸업 직후 부산대학교 계산통계학과에 진학하였으나, 그림에 대한 열망을 놓지 못해 한 학기만 마친 뒤에 바로 그림 공부를 시작하였다. 1984년 서울대학교에서 시각디자인과에 입학하여 졸업 후에는 백화점 디스플레이, CI 작업, 신문사 편집 디자이너 등으로 일하였다. 프리랜서 일러스트레이터 생활을 시작했고 시사주간지, 광고 작업을 하다가 아이를 낳은 뒤부터는 어린이책 작업을 시작해 오랫동안 꾸준히 그림책 작가로 일해왔다. 어린 시절 자신의 모습처럼 수줍고 소심한 아이들을 위로하고 응원하는 그림책, 한 아이의 엄마로 살아온 경험을 바탕으로 엄마들 마음에 공감하는 그림책을 꾸준히 선보이고 있다. 현재 고양이 두 마리와 함께 서울에서 살고 있다.

## 경력
대학 졸업 직후 현대백화점 디스플레이 디자이너, 한국경제신문사 편집 디자이너로 일하다가 1993년부터 프리랜서 일러스트레이터로 일하기 시작하였다. 처음에는 시사주간지와 광고, 여러 단행본 삽화 작업을 했으나, 아이를 낳아 기르면서 점점 어린이책 삽화와 그림책 작업에 관심을 갖게 되었다. 이때는 마침 한국에서도 막 다양한 어린이책이 쏟아져 나오기 시작했던 시기로, 1995년 본격적으로 그림책 작가 활동을 시작하였다. 최숙희 작가 또한 <빨간 모자> <잠자는 숲속의 공주> <팥죽 할멈과 호랑이>같은 동서양의 옛이야기 또는 유명 소설가 공지영이 쓴 <미미의 일기> 등에 그림을 그렸다. 2000년부터 직접 쓰고 그린 그림책을 세상에 내놓기 시작했다.  2000년 《누구 그림자일까?》는 제1회 보림창작그림책공모전에서 가작을 수상하였고, 2002년 《잠자는 숲속의 공주》로 biennale of asian illustrations japan에서 가작으로 입상하였다. 《세상을 담은 그림, 지도》를 통해 2005년 볼로냐 아동도서전 '올해의 일러스트레이터‘ 작가로 선정되었고, 2007년에는 스웨덴 국제도서관(The International Library)에 초청되기도 했다. 스웨덴 국제도서관에서는 작가 강연을 하고 문화교류를 위한 행사를 진행하였다. 2000년 《누구 그림자일까?》, 2005년 《괜찮아》, 2010년 《너는 기적이야》 등이 연달아 큰 성공을 거두어 지금까지도 꾸준히 판매되는 스테디셀러로 자리 잡으면서 한국 창작 그림책의 새 장을 열었다. 작가 자신의 경험을 반영하면서 수줍고 소심한 아이들을 위로하거나 아이와 엄마 사이의 관계와 감정을 진실하게 담아낸 그림책을 발표하여 ‘한국 아이들과 엄마들의 마음을 가장 잘 아는 작가’로 자리매김했다. 2009년 《괜찮아》는 초등학교 1학년 교과서에 실렸으며2010년에 출간된 《너는 기적이야》는 주요 인터넷 서점에서 독자들이 뽑는 '올해의 책'으로 선정되었다.  같은 책으로 2011년 뮌헨국제청소년도서관이 선정하는 ‘화이트 레이번즈 상’(한국일러스트아트학회 SOKI에서 주최한 국제일러스트상)을 받았다. 또한 《괜찮아》작품은 2011년 IBBY 장애어린이를 위한 좋은 책으로 선정되었다. 최숙희의 첫 원화 전시회는 아이를 사랑하는 그림책 작가 ’최숙희 원화 전시회‘로 2012년 3월에 인사동 경인미술관에서 열렸다. 그 후 2017년 제주특별자치도 작은 도서관 12곳에서 ‘좋아, 좋아’ 원화 순회 전시를 하였고 지속적인 원화 전시를 통해서 독자와의 만남을 가져 왔다. 30년 가까이 그림책 작가로 지내 오면서 거의 매년 꾸준히 한두 권의 그림책을 선보여 왔으며, 그중 다수의 책이 스테디셀러로 자리 잡아 독자들의 지속적인 관심을 받고 있다.

## 스타일
최숙희는 《괜찮아》, 《너는 기적이야》, 《엄마가 화났다》, 《너를 보면》등과 같이 정서에 관심을 갖고 있다. 동시대에 살아가는 우리(청년, 부모, 자신)의 마음을 위로하고 내면의 심리를 중점을 두어 그림책을 작업한다. 주제에 맞게 서양화, 동양화, 입체 등 다양한 기법을 구사하여 자신만의 스타일을 창작하고 있다. 최숙희가 쓰고 그린 책에서는 동물이 자주 나오는데, 그녀의 그림책에서 동물은 다양성의 상징이다. 전혀 다른 크기와 형상, 식성과 성향 등 그 다양성은 인간 주체 저마다의 다양성이자 한 인간 내부에 잠재된 다양성이기도 하다.  

## 수상
- 2013  화이트 레이번즈 선정 - 엄마가 화났다[12]
- 2011 IBBY 장애어린이를 위한 좋은 책 선정 - 괜찮아
- 2011 뮌헨국제청소년 도서관 주최 화이트 레이번즈 선정 - 너는 기적이야
- 2007 스웨덴 국립도서관(The International Library) 초청 올해의 작가
- 2005 볼로냐 아동도서전 '올해의 일러스트레이터' 작가 선정 - 세상을 담은 그림, 지도
- 2003 소키비아 어워드 본상 - 괜찮아
- 2002 비엔날레 아시아일러스트레이션 재팬 가작 - 잠자는 숲속의 공주
- 2000 제1회 보림창작그림책공모전 가작 수상 - 누구 그림자일까?

## 작품

### 글/그림에 참여한 작품
- 2023 네 기분은 어떤 색깔이니? (책읽는곰) ISBN 9791158363925
- 2021 주문을 말해 봐 (웅진주니어) ISBN 9788901252278
- 2020 길 떠나는 너에게 (책읽는곰) ISBN 9791158361792
  - 2021 孩子, 加油 (上人文化事業股份有限公司, Taiwan) ISBN 9789862124024
- 2019 먹어도 먹어도 줄지 않는 죽 (책읽는곰) ISBN 9791158361402
  - 2021 怎麼吃也吃不完的粥 (上人文化事業股份有限公司, Taiwan) ISBN 9789862124031
- 2018 너를 보면 (웅진주니어) ISBN 9788901227405
- 2018 마음아 안녕 (책읽는곰) ISBN 9791158360955
  - 2018 不害羞、不害怕, 我要說出心裡話 (大穎文化, Taiwan) ISBN 9789579125185
  - 2020 不害羞，不害怕, 勇敢说出心里话 (青岛出版社, China) ISBN 9787555292319
- 2017 열두 달 나무 아이 (책읽는곰) ISBN 9791158360573
- 2015 나랑 친구 할래? (웅진주니어) ISBN 9788901203652
  - 2016 我們可以做朋友嗎？ (上人文化, China) ISBN 9789862122990
- 2014 엄마의 말 (책읽는곰) ISBN 9791185564234
  - 2016 妈妈的马 (天津人民美术出版社, China) ISBN 9787530572122
  - 2017 Những Chú Ngựa Của Mẹ (Phụ Nữ, Vietnam) ISBN 9786045640036
- 2014 행복한 ㄱㄴㄷ (웅진주니어) ISBN 9788901163154
  - 2016 幸福的話語 (上人文化, China) ISBN 9789862123003
- 2013 곤지곤지 잼잼 (푸른숲 주니어) ISBN 9788971849644
- 2013 너는 어떤 씨앗이니? (책읽는곰) ISBN 9788993242812
  - 2016 你是什么种子？ (天津人民美术出版社, China) ISBN 9787530572214
  - 2017 Con Là Hạt Giống Nào Vậy Nhỉ? (Phụ Nữ, Vietnam) ISBN 9786045640050
- 2012 모르는 척 공주 (책읽는곰) ISBN 9788993242720
  - 2016 小公主"不"知道 (天津人民美术出版社, China) ISBN 9787530572092
  - 2018 NÀNG CÔNG CHÚA GIẢ VỜ KHÔNG BIẾT MỌI CHUYỆN (Phụ Nữ, Vietnam) ISBN 9786045640074
- 2011 내가 정말? (웅진주니어) ISBN 9788901136684
  - 2012 我有這樣嗎？ (上人文化, China) ISBN 9789862122129
- 2011 엄마가 화났다 (책읽는곰) ISBN 9788901136684
  - 2012 妈妈发火了 (天津人民美术出版社, China) ISBN 9787530549308
  - 2012 媽媽生氣了 (維京, Taiwan) ISBN 9787530549308
- 2010 너는 기적이야 (책읽는곰) ISBN 9788993242317
  - 2012 你是我的奇迹 (天津人民美术出版社, China) ISBN 9787530549315
- 2009 나도 나도 (웅진주니어) ISBN 9788901096391
  - 2009 我也會 (上人文化事業股份有限公司, China) ISBN 9789862121337
- 2006 알, 알이 123 (아이즐북스, 2013년 웅진주니어에서 커다란 알 하나로 재출간)  ISBN 9788901153445
- 2005 괜찮아 (웅진주니어) ISBN 9788901052922
  - 2008 沒關係 (上人文化事業股份有限公司, China) ISBN 9789862120590
- 2000 누구 그림자일까? (보림) ISBN 9788943304249
  - 2009 De quién es esa sombra? (Océano Travesía, Spain) ISBN 9786074000924

### 그림에 참여한 작품
- 2010 사람은 무엇으로 사는가 (두레아이들) ISBN 9788991550216
- 2004 세상을 담은 그림, 지도 (보림) ISBN 9788943305239
  - 2010 Une Terre Coréenne (Chan-Ok, France) ISBN 9782916899374
- 2004 피터와 늑대 (여원미디어) ISBN 8955701160
  - 2014 Peter and the Wolf (The ChoiceMaker Pty Limited, United Kingdom) ISBN 9781921790553
- 2004 단군 (여원미디어) ISBN 9788955701494
  - 2007 Dangun père fondateur de la corée (Chan-Ok, France) ISBN 9782916899022
- 2003 안데르센 동화 (파랑새어린이) ISBN 9788970576718
- 2001 소라게 엉금이 (파랑새어린이) ISBN 9788970572550
- 1997 팥죽 할머니와 호랑이 (보림) ISBN 9788943302597
- 1995 빨간모자 (웅진주니어) ISBN 9788901049687